# Cafetière à siphon

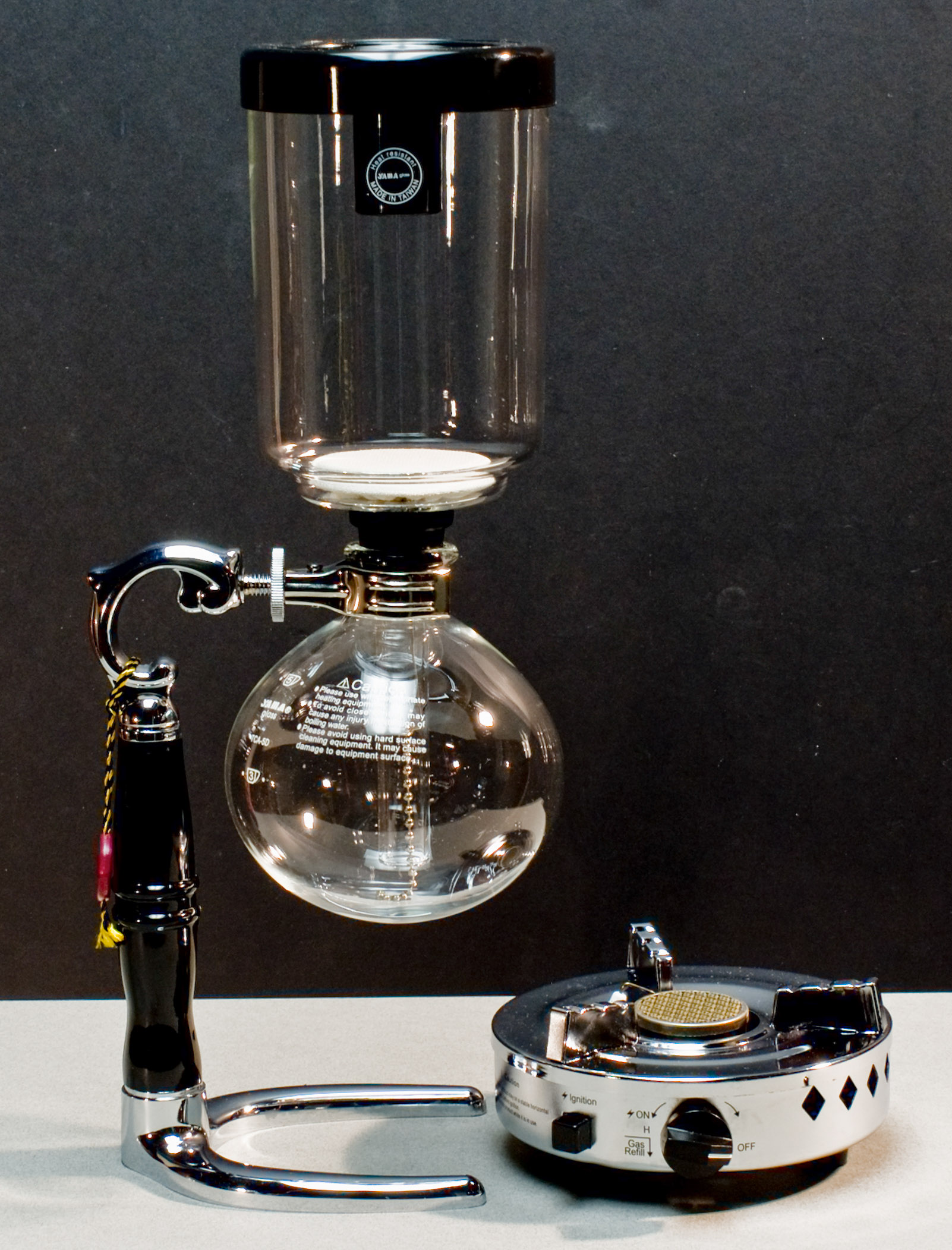
Cafetière à dépression moderne, de marque Yama.

Une cafetière à dépression ou cafetière à siphon est un ustensile de préparation du café, composé de deux chambres où interviennent successivement les deux phénomènes de pression de la vapeur d'eau et d'aspiration due à une dépression consécutive à son refroidissement. 

## Historique

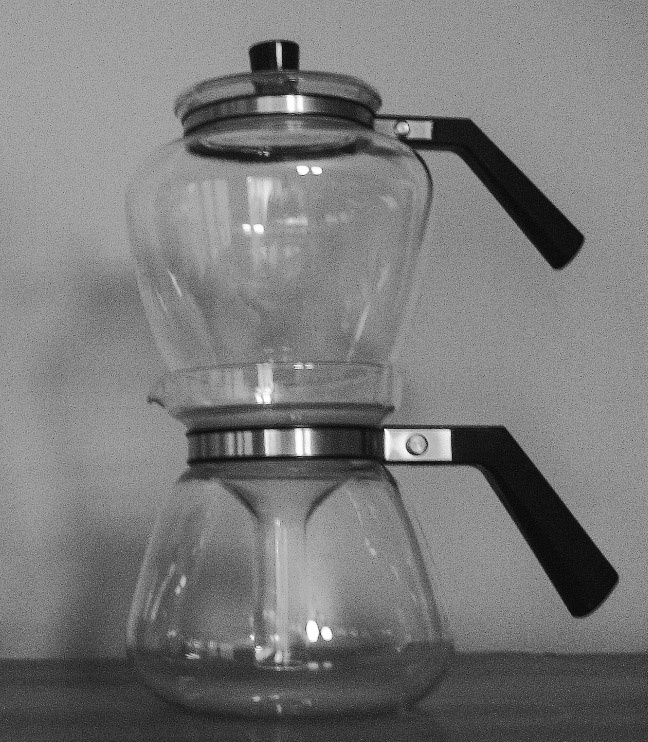
Le style Bauhaus : Cafetière Sintrax de Gerhard Marcks, ici, un modèle des années 1960.

La cafetière à siphon a été vraisemblablement inventée par un certain Loeff, à Berlin dans les années 1830. La cafetière à dépression Napier, présentée en 1840, a été l'un des premiers exemples de cette technique.

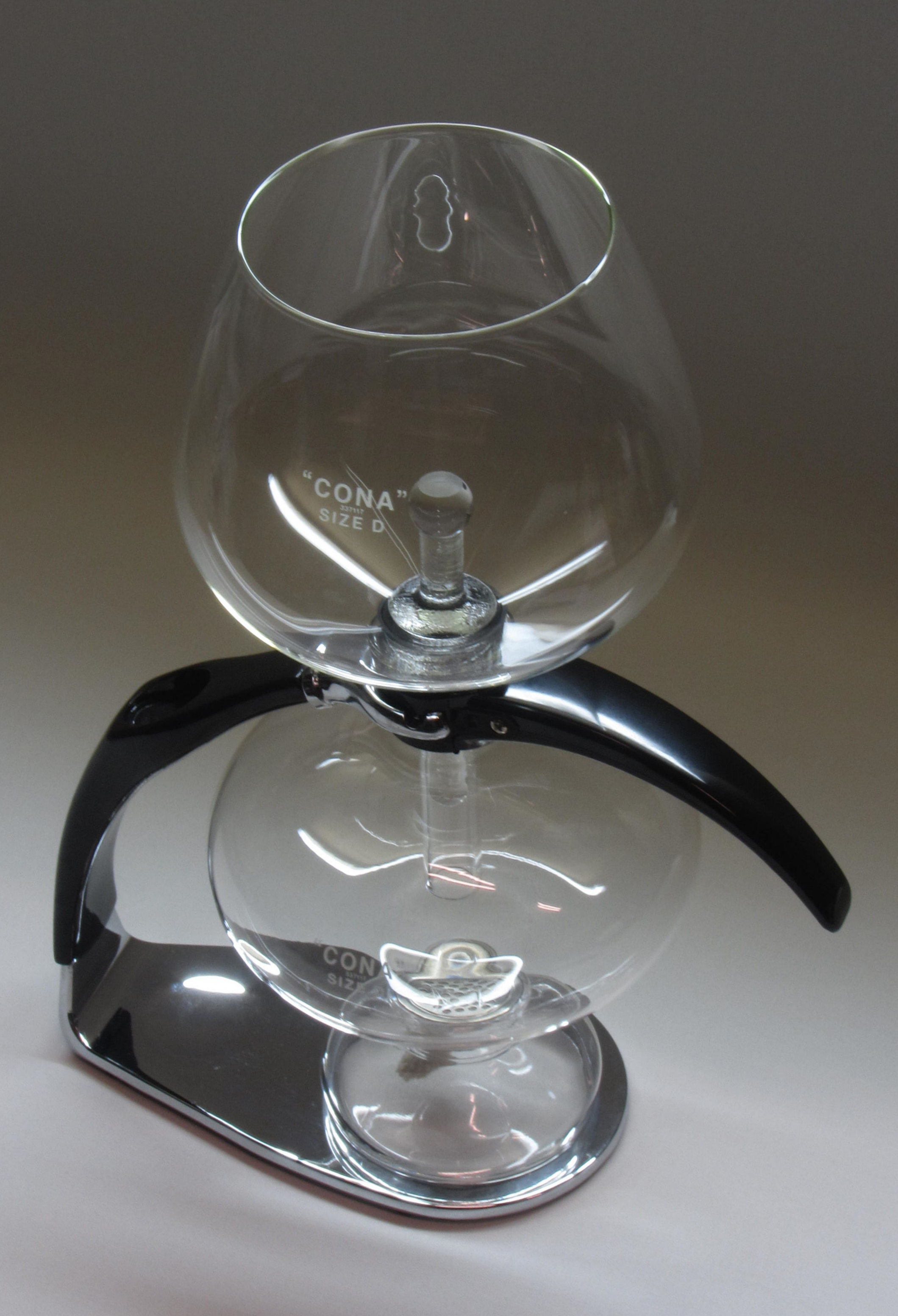
Cafetière Cona, design années 1960.

Ce type de cafetière est également connu sous le nom de cafetière Cona, marque populaire en Europe après 1920. Le Bauhaus a produit une interprétation de cet appareil sous la forme de la cafetière Sintrax (de) de Gerhard Marcks, en 1925,.
Malgré la relative complexité de ces cafetières (comme la cafetière Gabet), elles ont toujours été appréciées pour la finesse du café qu'elles pouvaient produire et, pour cette raison, elles ont été assez répandues jusqu'au milieu du XXe siècle. En France, la cafetière à dépression (ou à siphon) a connu le succès avec les cafetières Hellem, fabriquées à Lyon de 1927 à 1978. 
Au début du XXIe siècle, le marché se partage entre les cafetières anglaises Cona (apparues en 1910), celles du danois Bodum et les versions japonaises comme Hario ou taiwanaises comme Yama.
La marque américaine KitchenAid produit, depuis 2016, une version électrique automatisée de ce type de cafetière, sous le nom de « Siphon ».

## Description
La forme et la disposition de ces cafetières peuvent varier. Elles sont constituées de deux ampoules de verre ou de métal superposées, ou parfois simplement juxtaposées et reliées par un tuyau. Depuis 1915, les chambres sont le plus souvent en verre borosilicate (de type Pyrex), mais elles peuvent être construites au moins partiellement en métal. Les deux chambres sont séparées  par un filtre qui peut être soit une tige de verre, soit un écran de métal, de tissu, de papier ou de nylon.

## Fonctionnement

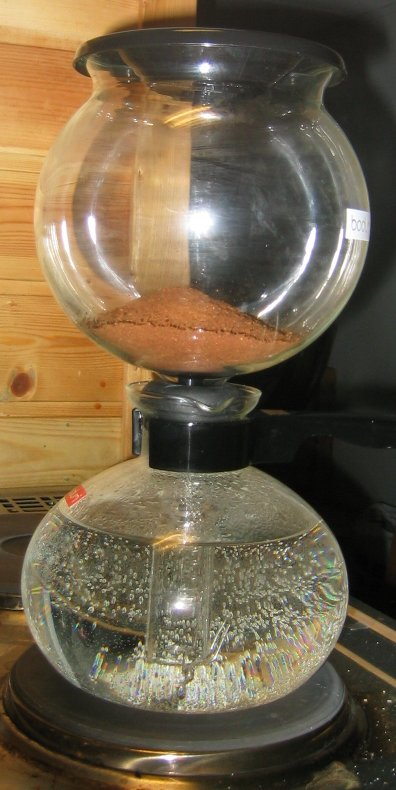
(1)
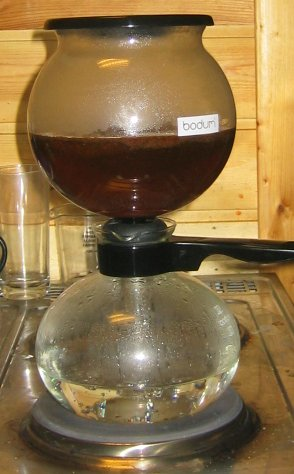
(2)
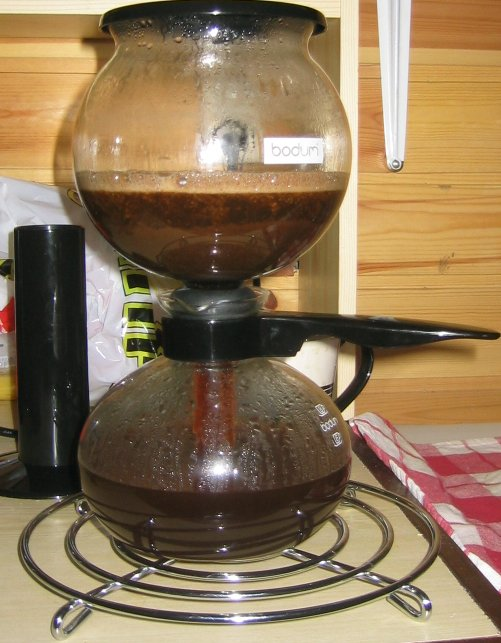
(3)
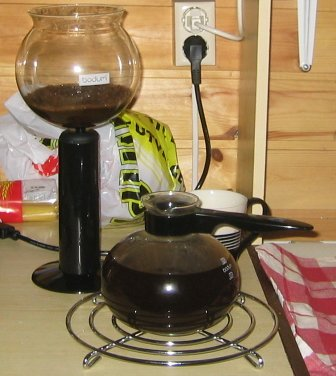
(4)

- (1) L'ampoule supérieure, munie de son filtre, reçoit la quantité de café nécessaire et l'ampoule inférieure est remplie d'eau, de préférence frémissante pour accélérer le processus ;
- L'ampoule supérieure est insérée dans le col de l'ampoule inférieure ;
- L'eau contenue dans l'ampoule inférieure est mise à chauffer sur une plaque chauffante ou un petit réchaud à alcool ;
- (2) Sous l'effet de la chaleur, la pression de la vapeur pousse l'eau dans le tube du siphon, vers l'ampoule supérieure ;
- L'eau monte à travers le café moulu et infuse dans l'ampoule supérieure ;
- (3) Après une ou deux minutes, le chauffage est arrêté : le liquide infusé redescend, sous l'effet conjugué de la gravité et de l'aspiration due à la baisse de pression ;
- (4) Lorsque le liquide (café) est totalement descendu, on désolidarise les deux ampoules et la partie inférieure sert de verseuse ;
- L'ampoule supérieure, avec son filtre, est vidée du marc de café et rincée[6].

## Sources
1. ↑  
Cafetière à siphon : histoire, baharris.org
2. ↑  La cafetière à dépression Napier
3. ↑  Cafetière Sintrax, en verre d'Iéna
4. ↑  Cafetière Sintrax
5. ↑  (en) « The historical development of the vacuum coffee pot » (consulté le 30 juillet 2016)
6. ↑  Cafetière à siphon : processus, baharris.org